# Gare de La Chapelle-sur-Erdre
Gare de La Chapelle-sur-Erdre vasútállomás Franciaországban, La Chapelle-sur-Erdre településen.

## Vasútvonalak
Az állomást az alábbi vasútvonalak érintik:
- Nantes-Orléans-Châteaubriant-vasútvonal

## Kapcsolódó állomások
A vasútállomáshoz az alábbi állomások vannak a legközelebb:
- Gare de Saint-Joseph